# Nyctemera secundiana
Nyctemera secundiana är en fjärilsart som beskrevs av Th.P.Lucas 1891. Nyctemera secundiana ingår i släktet Nyctemera och familjen björnspinnare. Inga underarter finns listade i Catalogue of Life.